# Lieder aus Chile
Lieder aus Chile es un álbum de música folclórica interpretado por los músicos chilenos Isabel Parra y Quilapayún, lanzado en 1972 en la República Democrática Alemana por el sello discográfico AMIGA.
El título del álbum está escrito en alemán, y en castellano significa «Canciones de Chile». En su portada, sólo se incluye una fotografía de Isabel Parra y su charango.

## Lista de canciones
| Lado A |                                               |                               |                          |          |  |
| N.º    | Título                                        | Música                        | Intérprete               | Duración |  |
| 1.     | «La muralla»                                  | Nicolás Guillén, Quilapayún   | Quilapayún               | 4:42     |  |
| 2.     | «A desalambrar»                               | Daniel Viglietti              | Quilapayún, Isabel Parra | 2:33     |  |
| 3.     | «Qué dirá el Santo Padre» (o «Julián Grimau») | Violeta Parra                 | Quilapayún               | 2:33     |  |
| 4.     | «Ayúdame, Valentina» (*)                      | Violeta Parra, Isabel Parra   | Quilapayún, Isabel Parra | 2:57     |  |
| 5.     | «El canto de la cúculi»                       | Eduardo Carrasco              | Quilapayún               | 3:45     |  |
| 6.     | «Déme su voz, déme su mano»                   | Isabel Parra                  | Quilapayún, Isabel Parra | 2:40     |  |
| 7.     | «Por Vietnam»                                 | Eduardo Carrasco, Jaime Gómez | Quilapayún               | 2:12     |  |
| 21:22  |                                               |                               |                          |          |  |

| Lado B |                                                         |                             |                          |          |  |
| N.º    | Título                                                  | Música                      | Intérprete               | Duración |  |
| 1.     | «Lo que más quiero»                                     | Violeta Parra, Isabel Parra | Quilapayún, Isabel Parra | 2:47     |  |
| 2.     | «Quiaqueñita»                                           | popular argentina           | Quilapayún               | 2:03     |  |
| 3.     | «En septiembre cantará el gallo»                        | Isabel Parra                | Quilapayún, Isabel Parra | 3:00     |  |
| 4.     | «Elegía al Che» (o «Elegía», o «Elegía al Che Guevara») | Eduardo Carrasco            | Quilapayún               | 2:54     |  |
| 5.     | «El desconfiado»                                        | Isabel Parra                | Quilapayún, Isabel Parra | 1:52     |  |
| 6.     | «Solita duermo en mi cama»                              | popular chilena             | Quilapayún, Isabel Parra | 1:53     |  |
| 7.     | «Amores bailando» (**)                                  | Isabel Parra                | Quilapayún, Isabel Parra | 2:23     |  |
| 8.     | «Comienza la vida nueva»                                | Luis Advis                  | Quilapayún               | 3:22     |  |
| 20:14  |                                                         |                             |                          |          |  |

(*) Esta canción hace referencia a la primera mujer en salir al espacio exterior, la astronauta soviética Valentina Tereshkova.
(**) Esta canción no aparece en algunas versiones del disco.

## Créditos
Intérpretes
- Isabel Parra
- Quilapayún

Otros
- Utz Müller: diseño
- Karl Heinz Ocasek: director musical
- Gerhard Siebholz: director de sonido
- Leni López: notas
- Hans-Joachim Mirschel: fotografía